# Passage Jacqueline-Giraud
Le passage Jacqueline-Giraud est une voie du 12e arrondissement de Paris, en France.

## Situation et accès
Le passage Jacqueline-Giraud est situé au sein de l'ancienne caserne de Reuilly dans le 12e arrondissement.
Il donne accès au jardin Martha-Desrumaux.

## Origine du nom

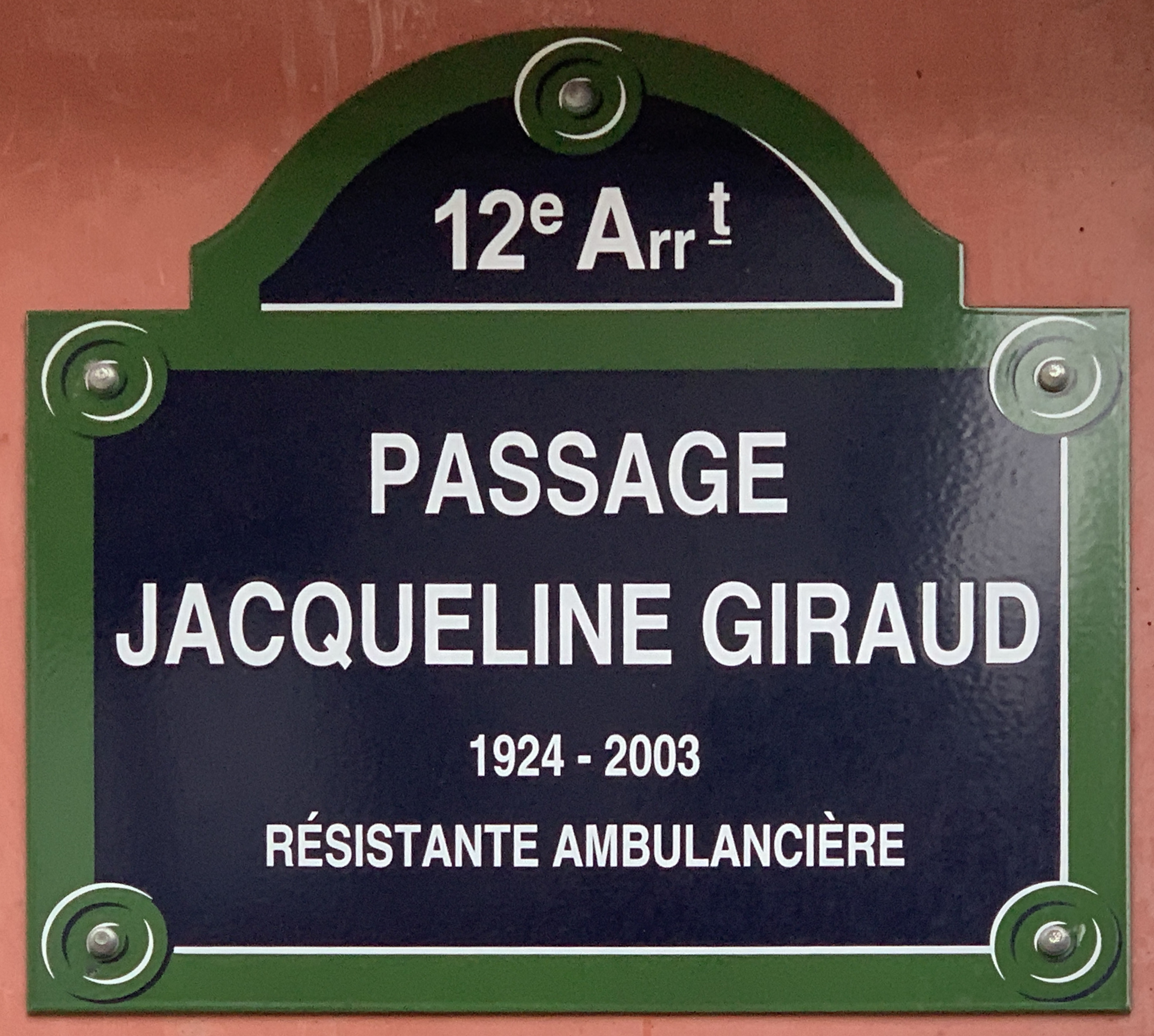
Plaque du passage.

Le passage porte le nom de la résistante ambulancière Jacqueline Giraud (1924-2003).
Jacqueline GIRAUD est née le 26 mars 1924 dans le 5ème arrondissement de Paris. Depuis 1942, elle sert la Résistance française notamment au sein du réseau "Libération-Nord" créé par Christian Pineau. Après avoir interrompu ses études de médecine pour s'engager, elle est nommée au grade d'officier aspirant dans la formation chirurgicale mobile. Elle était conductrice ambulancière. Le 22 mai 1945, alors qu'elle accomplit une mission à Royan, elle est grièvement blessée par l'explosion d'une mine antichar; l'infirmier qui l'accompagnait est mort sur le coup. Elle est alors citée à l'ordre de l'armée. En 1956, elle reçoit notamment la médaille militaire et la croix de guerre avec palme, puis est nommée au grade de chevalier de la Légion d'honneur en 1958. Elle est ensuite promue officier de la Légion d'honneur puis commandeur en 1998. C'est d'ailleurs le groupe de la Légion d'honneur qui a demandé cette nomination. Après la guerre elle bénéficie d'une bourse d’enseignement supérieur, accordée par l'Académie de Paris, pour faits de guerre (1945-1958) ce qui lui permet de poursuivre ses études de médecine. Elle est décédée en 2003 dans le 12ème arrondissement de Paris.

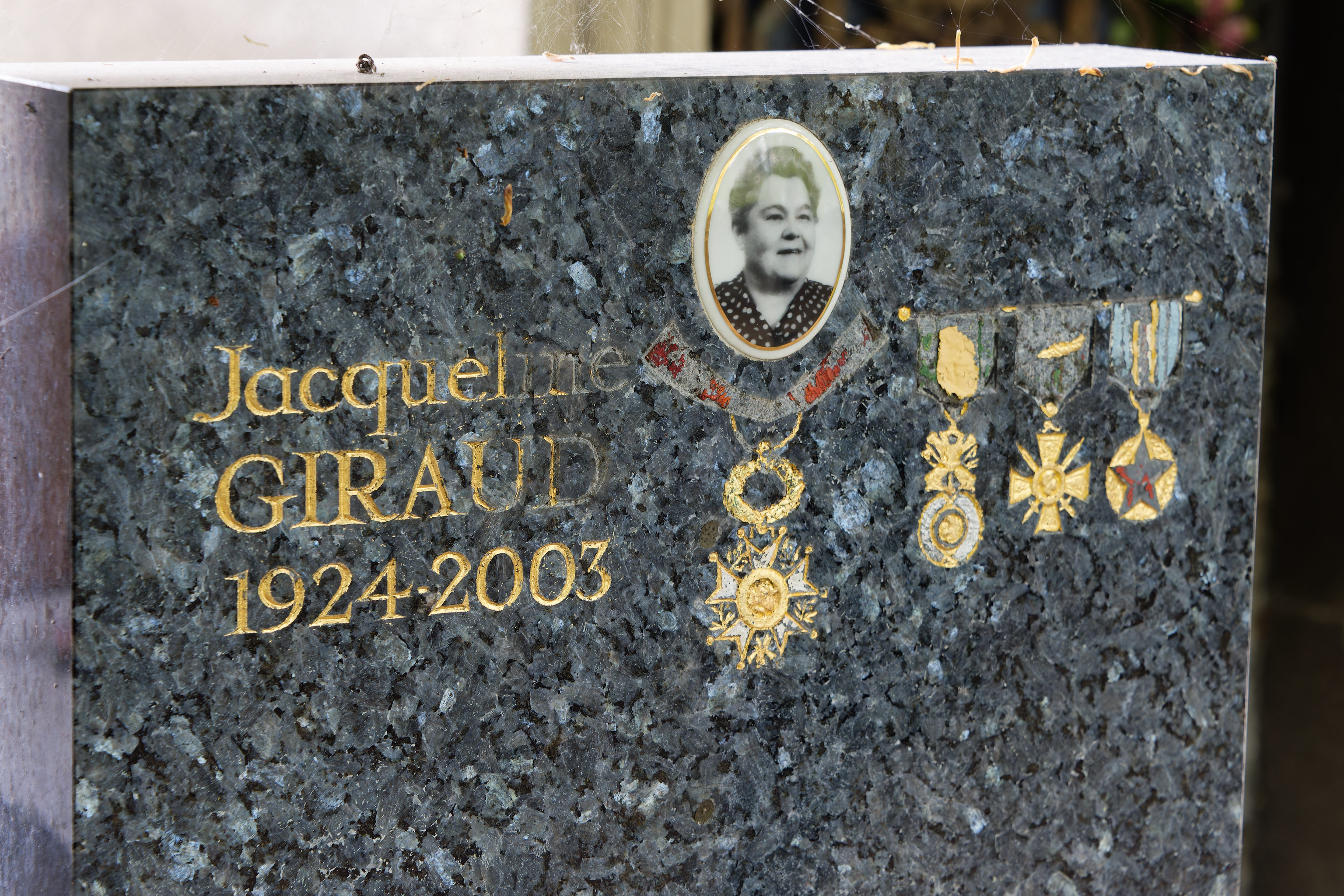
Tombe de Jacqueline GIRAUD au Père Lachaise.

## Historique
La voie est créée dans le cadre de l'aménagement de la caserne de Reuilly.
Elle a été créée sous le nom provisoire de « voie DT/12 » et prend sa dénomination actuelle par vote du conseil du 12e arrondissement et du Conseil de Paris.